# Bataille de la Ville-Mario
Chouannerie
La bataille de la Ville-Mario se déroula le 5 mars 1795, lors de la Chouannerie.

## Prélude
Au début de l'année 1795, le gouvernement britannique, inquiet de l'ouverture de négociations entre républicains et royalistes, décide de remettre une cargaison d'armes et de munitions aux émigrés à Jersey. Une opération est alors montée par ces derniers pour débarquer et remettre aux chouans 100 caisses de fusils, 200 barils de poudres et 300 caisses de cartouches. Le chevalier de la Vieuville rassemble 68 émigrés le 17 février et commence à charger la cargaison sur trois navires : Le Daphné, Le Royaliste et L'Aristocrate, plus un bateau pilote,.
Le 27 février 1795, Le Daphné, un lougre de 22 canons, quitte Jersey afin de prendre contact avec les chouans. Il accoste près de Saint-Quay-Portrieux dans la nuit du 1er mars et débarque sans encombre 16 à 20 royalistes, dont Vincent de Tinténiac, Mathurin Jean Dufour, Louis de Frotté, d'Urville, Saint-Gilles et le marquis de Bellefonds. Ces derniers bénéficient peut-être de l'aide de l'officier des douanes La Roche, passé aux chouans mais toujours en service. Après une marche nocturne, ils arrivent le 2 mars, à 6 heures du matin, au manoir de Bréhand, le quartier général du chef chouan Boishardy. Ils lui remettent 16 000 livres en or et l'avertissent de l'opération,.

## Déroulement
Boishardy rassemble une troupe de 800 à 1 500 hommes mal armés ; seulement 400 sont équipés de fusils de chasse et avec guère plus de trois cartouches chacun. La plupart des paysans mobilisés viennent des environs de Moncontour, Quintin, Châtelaudren et Plouha. Cette troupe établit sa base arrière au manoir de la Ville-Mario, à Saint-Quay-Portrieux,.
Le 4 mars, les routes menant à Plouha sont coupées : les diligences sont interceptées et fouillées, quelques armes sont saisies et les voyageurs sont contraints de crier « Vive le Roi ». Des charrettes sont rassemblées au manoir de Kerero par les filles de Godemont et conduites un kilomètre plus loin à la grève du Palus, en Plouha, là où doit se déroulement le débarquement. Dans la soirée, les chouans allument des feux sur la plage pour prévenir les navires. Mais à cause de vents contraires, ces derniers arrivent sur place avec 24 heures de retard, la brume masque ensuite les flammes au cours de la nuit et les navires, en panne, ne peuvent apercevoir le signal,. 
Les chouans négocient également avec le sous-lieutenant républicain Bradier, en poste à Saint-Quay-Portrieux, pour se faire livrer, faute de mieux, la poudre d'une batterie d'artillerie. Celui-ci déserte et rejoint les chouans, mais il constate bientôt que ces derniers sont mal armés ; il change alors une nouvelle fois de camp et gagne Saint-Brieuc, où il prévient le général Jean Valletaux, qui commande les forces du département. Ce dernier rassemble alors 150 hommes de la garnison de Saint-Brieuc qu'il met sous les ordres du capitaine Ménage et qu'il renforce de 50 autres soldats venus des cantonnements du littoral,. 
La troupe se met en marche vers la Ville-Mario. Le capitaine Menage envoie deux patrouilles et passe la nuit à reconnaître le terrain. Au cours d'un accrochage, un de ses soldats est tué et un autre blessé. Les républicains s'embusquent derrière des haies, près du manoir. À l'aube, cinq tambours rassemblent les chouans qui sortent de l'enceinte de la Ville-Mario, au cri de « Vive le Roi ». Mais ces derniers sont surpris par une salve meurtrière, qui provoque aussitôt la fuite de la plupart des combattants. Ménage lance ensuite la charge et les républicains s'emparent du manoir et des métairies. Les chouans sont complètement mis en déroute. Certains émigrés tentent de résister en tirant depuis les fenêtres et les toits, mais ils se font tuer jusqu'au dernier. Le combat a duré trois heures,. 
Sur la côte, la brume ne se lève que le 5 mars, mais les Anglais et les émigrés constatent désormais que la plage est déserte et se retirent sur Jersey.

## Les pertes
Selon l'historien Roger Dupuy, les chouans laissent 25 morts et autant de blessés dans le combat, contre deux tués du côté des républicains. Pour Guy de Sallier Dupin, les chouans ont 60 morts — dont un chef, le major La Roche — et un même nombre de blessés, tandis que les républicains annoncent dans leurs rapports deux tués et treize blessés dans leurs rangs.